# Ускова, Мария Ивановна
Мари́я Ива́новна Уско́ва (родилась в 1917 году, РСФСР — казнена 23 декабря 1942 года, Сталинград, РСФСР, СССР. Похоронена 14 февраля 1943 г. в братской могиле в Комсомольском сквере (сегодня сквер Саши Филиппова, г. Волгоград), Ворошиловский р-н, г. Сталинград, РСФСР, СССР) — советский боец, разведчик, рядовая отдельной разведывательной роты 96 ОСБ, 7 СК, 64 А, Сталинградского фронта. Герой обороны Сталинграда.

## Биография
Место рождения в историографии указано в двух вариантах:
1. По месту проживания семьи родителей Марии: х. Прыщев, с. Катричев, Царевского уезда, Астраханской губернии, Россия. Административное деление показано на год рождения Марии.
2. По документам Центрального архива МО РФ: с. Рахинка, Дубовского района, Сталинградской обл., РСФСР, СССР (административное деление на дату составления документа 17.02.1943 г.). Административное деление на год рождения Марии: с. Рахинка, Рахинской волости, Царевского уезда, Астраханской губернии, Россия .
В настоящее время:
1. Поселок Катричев, Быковский р-н, Волгоградская обл., РФ.
2. Сельское поселение Рахинка, Среднеахтубинский р-н, Волгоградская обл., РФ.

Родители: отец Усков Иван Иванович (скончался в 20-е годы, х. Прыщев), мать Ускова (Кобликова) Прасковья Ивановна (скончалась весной 1942 г., г. Сталинград).
Братья и сестры: Николай, Иван, Марфа.
Дети: дочь, имя неизвестно, скончалась ориентировочно в 1942 г. в Сталинграде, в возрасте одного года.
Муж: Виктор, погиб на фронте в начале ВОВ.
В конце 20-х гг., после смерти отца, вместе с матерью и сестрой переехала из х. Прыщев, в г. Сталинград, в Кировский р-н, в пос. Бекетовка, ул. Прибарачная, дом 4.
5 июля 1933 г. принята рабочей в цех Сталинградского лесопильного завода № 2 Главлесоэкспорта (позже присвоено имя Я. Ермана), г. Сталинград. Получила увечье левой руки, инвалидность.
В 1936—1937 гг., принята рабочей на фабрику игрушек Коопинсоюза, Кировский р-н, г. Сталинград (сегодня церковь Параскевы Пятницы, Кировский р-н, г. Волгоград, РФ).
С ноября 1942 г. курсант разведшколы, разведчик 96 ОСБ, 7 СК, 64 А, Сталинградского фронта. Выполняла специальные задания командования бригады по разведке района расположения частей 6 Армии Вермахта в Сталинграде. Дислокация разведшколы 96 ОСБ: пос. Бекетовка, Кировский р-н, г. Сталинград.
Ноябрь-декабрь 1942 г., старшая разведгруппы 96 ОСБ, в которую входил комсомолец-разведчик Александр Филиппов, 1925 г.р. Декабрь 1942 г., боец, разведчик, рядовая отдельной разведывательной роты 96 ОСБ, 7 СК, 64 А, Сталинградского фронта.
11-12 декабря 1942 г. последний выход разведгруппы в составе Усковой и Филиппова в тыл противника. 23 декабря 1942 г., после допроса и пыток, казнена противником через повешение в р-не Дар-гора, Ворошиловский р-н, г. Сталинград. Одновременно казнен и второй боец разведгруппы А. Филиппов.
14 февраля 1943 г. тела Усковой Марии и Филиппова Александра перезахоронены командованием и бойцами 96 ОСБ, при участии представителей власти и общественности г. Сталинграда, в Комсомольском сквере по ул. Рабоче-Крестьянской, в Ворошиловском р-не г. Сталинграда.
17 февраля 1943 г., по приказу командования 96 ОСБ, 7 СК, 64 А, Сталинградского фронта, на Ускову Марию Ивановну, 1917 г.р., Филиппова Александра Александровича, 1925 г.р., бойцов отдельной разведроты 96 ОСБ, составлены наградные листы для представления к награждению орденами Красного Знамени (посмертно).
Весной 1943 года 96 ОСБ расформирована, до 2018 года наградные листы считались утраченными.
В 2017 г., по инициативному запросу журналиста Медведева Андрея Константиновича, г. Волгоград, сотрудниками ЦА МО РФ, г. Подольск, был проведен большой архивный поиск сведений, наградных и пр. документов, имеющих отношение к личностям сталинградских разведчиков. Поиск увенчался успехом. В результате мероприятий найдены оригиналы наградных листов М. И. Усковой, А. А. Филиппова, установлены факты их службы в штате военнослужащих, разведчиков, рядовых отдельной разведроты 96 ОСБ, подлинник Акта комиссии по эксгумации и освидетельствованию их тел. Достоверно установлен вид боевых наград, к награждению которыми они были изначально представлены командованием (посмертно) — к орденам Красного Знамени (ранее считалось, что представление имело в виду ордена Отечественной Войны I ст.).

## Память
Странная история вышла и с памятником, что стоит в сквере Саши Филиппова в г. Волгограде (около Ворошиловского торгового центра): после захоронения фамилия Марии с памятника исчезла. Кто-то стер, уничтожил её. Память об отважной разведчице Марии Усковой нигде не увековечена, и имя её практически нигде не упоминается.
В 2008 году при содействии администрации Быковского муниципального района в Урало-Ахтубинской школе, в родном селе героини, была открыта памятная доска Марии Усковой.
В 2025 году в сквере Саши Филиппова установлена памятная табличка.